# Csehország uralkodóinak listája
Ez a lap Csehország uralkodóinak a listája. Az ország területét a római időkben germán törzsek lakták. A szlávok benyomulása után a mai Csehország területén a frank Szamo fejedelemsége volt az első államalakulat (623–658). A következő ismert állam a Morva Fejedelemség volt 833-tól. I. Borivoj cseh herceg 894-ben függetlenedett a morváktól és megalapította a Cseh Fejedelemséget és a Přemysl-dinasztiát, amely az ország első uralkodóházává nőtte ki magát. A 10. század során a Prága környéki cseh törzsek lassan meghódították a környező uradalmakat. 955-re Morvaországot is megszerezték és ezzel az ország teljes mai területét uralmuk alá vonták. Az első cseh fejedelem, aki királyi koronát kapott a német-római császártól, II. Vratiszláv volt 1085-ben, de a királyi cím csak 1212-től vált örökletessé a II. Frigyes által kiadott szicíliai aranybullával.

## ACseh Fejedelemség, később királyság uralkodói (872–1310)
A középkori cseh krónikákban szereplő mitikus uralkodókról lásd a Szláv mitológia szócikket!
| N     | Portré | Dinasztia | Uralkodó                                               | Uralkodott                | Cseh név                | Megjegyzés |
| ----- | ------ | --------- | ------------------------------------------------------ | ------------------------- | ----------------------- | --- |
| [1.]  |        | Přemysl   | I. Bořivoj * 852/853 körül † 889/894                   | 872–889/894 (17–22 évig)  | Bořivoj I.              | Rasztiszláv[?] vagy Hostivít fia. Ő alapította meg a Přemysl-dinasztiát, mely halála után még számos cseh fejedelmet és hét királyt is adott a cseh trónra. |
| [2.]  |        | Přemysl   | I. Spytihněv * 875 körül † 915                         | 889/894–915 (21–26 évig)  | Spytihněv I.            | I. Borivoj fia, cseh fejedelem. |
| [3.]  |        | Přemysl   | I. Vratiszláv * 888 körül † 921. február 13.           | 915–921 (6 évig)          | Vratislav I.            | I. Borivoj fia, és I. Spytihnev öccse, cseh fejedelem. |
| [4.]  |        | Přemysl   | I. Szent Vencel * 907 körül † 935. szeptember 28.      | 921–935 (24 évig)         | Svatý Václav I.         | I. Vratiszláv fia, cseh fejedelem. 929-ben a német uralkodó fennhatóságát kénytelen volt elismerni. |
| [5.]  |        | Přemysl   | I. Kegyetlen Boleszláv * 912 körül † 967. július 15.   | 935–967 (32 évig)         | Boleslav I.             | I. Vratiszláv fia, és I. Vencel öccse, cseh fejedelem. |
| [6.]  |        | Přemysl   | II. Jámbor Boleszláv * 932 körül † 999. február 7.     | 967–999 (32 évig)         | Boleslav II.            | I. Boleszláv fia, cseh fejedelem. |
| [6.]  |        | Přemysl   | III. Vak Boleszláv * 965 körül † 1037                  | 999–1002 (3 évig)         | Boleslav III.           | II. Boleszláv fia, cseh fejedelem. Más néven: Vörös Boleszláv. |
| [7.]  |        | Piast     | Vladivoj * 981 körül † 1003 januárja                   | 1002–1003 (1 évig)        | Vladivoj                | |
| [6.]  |        | Přemysl   | III. Vak/Vörös Boleszláv (2x)                          | 1003 januárja (1 hónapig) | ld. fent                | Másodjára cseh fejedelem. |
| [8.]  |        | Přemysl   | Jaromír * ? † 1035. november 4.                        | 1003–1012 (9 évig)        | Jaromír                 | II. Boleszláv fia, és III. Boleszláv öccse, cseh fejedelem. |
| [9.]  |        | Přemysl   | Ulrik * 975 körül † 1034. november 9./11.              | 1012–1033 (21 évig)       | Oldřich                 | II. Boleszláv fia, és III. Boleszláv, valamint Jaromír öccse, cseh fejedelem. |
| [8.]  |        | Přemysl   | Jaromír (2x)                                           | 1033–1034 (1 évig)        | ld. fent                | Másodjára cseh fejedelem. |
| [9.]  |        | Přemysl   | Ulrik (2x)                                             | 1034 (pár hónapig)        | ld. fent                | Másodjára cseh fejedelem. |
| [10.] |        | Přemysl   | I. Břetislav * 1002 körül † 1055. január 10.           | 1034–1055 (24 évig)       | Břetislav I.            | Ulrik fia, cseh fejedelem. |
| [11.] |        | Přemysl   | II. Spytihněv * 1031 † 1061. január 28.                | 1055–1061 (6 évig)        | Spytihněv II.           | I. Bretiszláv fia, cseh fejedelem. |
| [12.] |        | Přemysl   | II. Vratiszláv * 1032 körül † 1092. január 14.         | 1061–1092 (31 évig)       | Vratislav II.           | Brünni püspöke. I. Bretiszláv fia, és II. Spytihnev öccse, a morva Olmütz első hercege, cseh fejedelem. Elvette I. András magyar király lányát, Árpád-házi Adelhaid hercegnőt. 1085-től kezdve — miután IV. Henrik császártól hűségéért királyi koronát kapott — felvette a Cseh király címet (ami ekkor még nem volt örökletes!). |
| [13.] |        | Přemysl   | I. Brünni Konrád * 1035 körül † 1092. szeptember 6.    | 1092 (pár hónapig)        | Konrád I. Brněský       | I. Bretiszláv fia, és II. Spytihnev, valamint II. Vratiszláv öccse, a morva Brünn hercege, cseh fejedelem. |
| [14.] |        | Přemysl   | II. Břetislav * 1060 körül † 1100. december 22.        | 1092–1100 (8 évig)        | Břetislav II.           | II. Vratiszláv fia, cseh fejedelem. |
| [15.] |        | Přemysl   | II. Bořivoj * 1064 körül † 1124. február 2.            | 1100–1107 (7 évig)        | Bořivoj II.             | II. Vratiszláv fia, és II. Bretiszláv öccse, cseh fejedelem. |
| [16.] |        | Přemysl   | Oroszlán Szvatopluk * ? † 1109. szeptember 21.         | 1107–1109 (2 évig)        | Svatopluk Olomoucký     | I. Bretiszláv unokája, és Olmützi Ottó herceg fia, valamint II. Spytihnev, II. Vratiszláv, I. Konrád unokaöccse, a morva Olmütz hercege, cseh fejedelem. |
| [17.] |        | Přemysl   | I. Ulászló * 1065 körül † 1125. április 12.            | 1109–1117 (8 évig)        | Vladislav I.            | II. Vratiszláv fia, és II. Spytihnev, II. Vratiszláv, I. Konrád unokaöccse, valamint Oroszlán Szvatopluk ifjabb unokatestvére, cseh fejedelem. |
| [15.] |        | Přemysl   | II. Bořivoj (2x)                                       | 1117–1120 (13 évig)       | ld. fent                | Másodszor cseh fejedelem. |
| [17.] |        | Přemysl   | I. Ulászló (2x)                                        | 1120–1125 (5 évig)        | ld. fent                | Másodjára cseh fejedelem. |
| [18.] |        | Přemysl   | I. Szobeszláv * 1086/1087 † 1140. február 14.          | 1125–1140 (15 évig)       | Soběslav I.             | II. Vratiszláv fia, és I. Ulászló öccse, valamint II. Spytihnev, II. Vratiszláv, I. Konrád unokaöccse, és Oroszlán Szvatopluk legifjabb unokatestvére, cseh fejedelem. |
| [19.] |        | Přemysl   | II. Ulászló fejedelem * 1117 körül † 1174. január 18.  | 1140–1172 (32 évig)       | Vladislav II./I.        | I. Ulászló fia, és I. Szobeszláv unokaöccse, cseh fejedelem. 1158-tól kezdve I. Ulászló király, miután I. Frigyes császár királyi címet adományozott neki az itáliai hadjárataiban való részvételéért cserében (ami ekkor még mindig nem volt örökletes!). Ő lett a második cseh király, de később lemondott a trónról. |
| [20.] |        | Přemysl   | I. Frigyes * 1141/1142 † 1189. március 25.             | 1172–1173 (1 évig)        | Bedřich                 | II./I. Ulászló fia, a morva Olmütz hercege, cseh fejedelem. |
| [21.] |        | Přemysl   | II. Szobeszláv * 1128 † 1180. január 29.               | 1173–1178 (5 évig)        | Soběslav II.            | I. Szobeszláv fia, cseh fejedelem. |
| [20.] |        | Přemysl   | I. Frigyes (2x)                                        | 1178–1189 (11 évig)       | ld. fent                | Másodjára cseh fejedelem. |
| [22.] |        | Přemysl   | II. Konrád Ottó * 1135 körül † 1191. szeptember 9.     | 1189–1191 (2 évig)        | Konrád II. Ota          | I. Konrád dédunokája, a morva Znaim hercege, és a morva Olmütz hercege. 1182-ben megkapta a Morva őrgrófi címet, később cseh fejedelem (ekkor megszüntette az őrgrófságot). |
| [23.] |        | Přemysl   | II. Vencel * 1136/1137 † 1192                          | 1191–1192 (1 évig)        | Václav II.              | I. Szobeszláv fia, és II. Szobeszláv testvére, cseh fejedelem. |
| [24.] |        | Přemysl   | I. (Přemysl) Ottokár * 1155 körül † 1230. december 15. | 1192–1193 (1 évig)        | Přemysl Otakar I.       | II. Ulászló fia, és I. Frigyes testvére, cseh fejedelem. |
| [25.] |        | Přemysl   | I. Henrik Břetislav * ? † 1197. június 18.             | 1193–1197 (4 évig)        | Jinřich I. Břetislav    | Prága püspöke. I. Ulászló unokája, Bohémiai Henrik (?) fia, cseh fejedelem. |
| [26.] |        | Přemysl   | III. Ulászló Henrik * 1160 körül † 1222. augusztus 12. | 1197 (pár hónapig)        | Vladislav III. Jindřich | II. Ulászló fia, valamint I. Frigyes és I. Ottokár öccse, cseh fejedelem. |
| [24.] |        | Přemysl   | I. Ottokár (2x)                                        | 1197–1230 (33 évig)       | ld. fent                | Másodjára cseh fejedelem. Elvette III. Béla magyar király lányát Árpád-házi Konstancia hercegnőt. 1198-tól király — miután Sváb Fülöp német király királyi rangra emeli (1204-ben III. Ince pápa örökölhetőnek ismeri el Ottokár királyi címét) és csaknem teljes autonómiát biztosított országának. Miután II. Frigyest a német királyi trónra segítette, az 1212-ben megerősítette Ottokár királyi rangját (leszármazóit is meghagyta a hűbérbe kapott Csehország tulajdonában). |
| [27.] |        | Přemysl   | I. Vencel * 1205 † 1253. szeptember 23.                | 1230–1253 (23 évig)       | Václav I. (III.)        | I. Ottokár fia, cseh király. ( 1228-tól már társuralkodó, apja halála után 1230-ban átvette a királyság teljes irányítását.) |
| [28.] |        | Přemysl   | II. Nagy Ottokár * 1233 † 1278. augusztus 26.          | 1253–1278 (25 évig)       | Přemysl II. Otakar      | I. Vencel fia, és I. Ottokár unokája, morva őrgróf, később cseh király. 1251-ben megszállta Alsó-Ausztriát hadseregével, ahol Ausztria hercegévé választották. (1274-ben a regensburgi birodalmi gyűlésen megfosztották Ausztriára, Stájerországra és Karintiára vonatkozó jogaitól.) |
| [29.] |        | Přemysl   | II. Vencel * 1271. szeptember 27. † 1305. június 21.   | 1278–1305 (27 évig)       | Václav II.              | II. Ottokár fia, Csehország királya. 1291-től krakkói herceg, majd 1300-tól Lengyelország királya is. |
| [30.] |        | Přemysl   | III. Vencel * 1289. október 6. † 1306. augusztus 4.    | 1305–1306 (1 évig)        | Václav III.             | II. Vencel fia, Csehország és Lengyelország királya is, valamint az interregnum idején 1301-től a magyar király is. Az utolsó Přemysl. |
| [31.] |        | Habsburg  | I. Rudolf * 1281/1282 † 1307. július 4.                | 1306–1307 (1 évig)        | Rudolf I. Habsburský    | I. Albert német király fia, Ausztria uralkodó hercege, később cseh király. (1306-ban feleségül vette Erzsébet Richeza lengyel hercegnőt, II. Vencel cseh király özvegyét.) |
| [32.] |        | Karintiai | II. Karintiai Henrik * 1273 körül † 1335. április 2.   | 1307–1310 (3 évig)        | Jindřich II. Korutanský | II. Menyhért karintiai herceg fia, Karintia hercege és Tirol grófja, valamint cseh király. (1306-ban feleségül vette Přemysl Anna cseh hercegnőt, II. Vencel cseh király legidősebb lányát.) |

### Luxemburg-ház
| Uralkodói név Uralkodási ideje                        | Portré | Címere | Született Felmenői                                                                                            | Házastársa | Elhunyt                                         |     |
| ----------------------------------------------------- | ------ | ------ | --- | --- | ----------------------------------------------- | --- |
| János Vak János 1310 szeptember – 1346. augusztus 26. |        |        | 1296. augusztus 10. Luxembourg VII. Henrik német-római császár és Margit brabanti hercegnő fia                | Přemysl Erzsébet 1310 szeptember Prága Bourbon Beatrix 1334 december Vincennes                                                                             | 1346. augusztus 26. Crécy-en-Ponthieu 50 évesen | 37. |
| I. Károly 1346. augusztus 26. – 1378. november 29.    |        |        | 1316. május 14. Prága „Vak” János cseh király és Přemysl Erzsébet cseh királyi hercegnő fia                   | Valois Blanka 1329 május Prága Wittelsbach Anna 1349. március 11. Bacharach Świdnicai Anna 1353. május 27. Buda Pomerániai Erzsébet 1365. május 21. Krakkó | 1378. november 29. Prága 62 évesen              | 38. |
| IV. Vencel 1378. november 29. – 1419. augusztus 16.   |        |        | 1361. február 26. Nürnberg IV. Károly német-római császár és cseh király és Piast Anna świdnicai hercegnő fia | Wittelsbach Johanna 1370. szeptember 29. Prága Wittelsbach Zsófia 1389. május 2. Prága                                                                     | 1419. augusztus 16. Prága 58 évesen             | 39. |
| Zsigmond 1419. augusztus 16. – 1437. december 9.      |        |        | 1368. február 14. Prága IV. Károly német-római császár és cseh király és Erzsébet pomerániai hercegnő fia     | Anjou Mária 1385. november 1. Buda Cillei Borbála 1405. december 6. Székesfehérvár                                                                         | 1437. december 9. Znojmo 69 évesen              | 40. |

### Habsburg-ház
| Uralkodói név Uralkodási ideje                                   | Portré | Címere | Született Felmenői | Házastársa                                       | Elhunyt                              |     |
| ---------------------------------------------------------------- | ------ | ------ | --- | ------------------------------------------------ | ------------------------------------ | --- |
| Albert 1438. május 6. – 1439. október 27.                        |        |        | 1397. augusztus 16. Bécs IV. Albert osztrák herceg és Wittelsbach Johanna Zsófia bajor–straubingi hercegnő fia                  | Luxemburgi Erzsébet 1421. szeptember 28. Pozsony | 1439. október 27. Neszmély 42 évesen | 41. |
| László Utószülött László 1444. november 10. – 1457. november 23. |        |        | 1440. február 22. Komárom Albert német, magyar és cseh király és Luxemburgi Erzsébet német, magyar és cseh királyi hercegnő fia | nem házasodott meg, jegyese Valois Magdolna      | 1457. november 23. Prága 17 évesen   | 42. |

### Podjebrád-ház
| Uralkodói név Uralkodási ideje              | Portré | Címere | Született Felmenői                                                                                     | Házastársa                                      | Elhunyt                           |     |
| ------------------------------------------- | ------ | ------ | --- | ----------------------------------------------- | --------------------------------- | --- |
| György 1458. március 2. – 1471. március 22. |        |        | 1420. április 23. Poděbrady Podjebrád Viktorin kunstadti báró és Wartenbergi Anna glatzi várgrófnő fia | Sternbergi Kunigunda 1441 Rožmital Johanna 1450 | 1471. március 22. Prága 50 évesen | 43. |

### Hunyadi-ház
| Uralkodói név Uralkodási ideje                             | Portré | Címere | Született Felmenői                                                                                     | Házastársa                                                                                | Elhunyt                         |     |
| ---------------------------------------------------------- | ------ | ------ | --- | ----------------------------------------------------------------------------------------- | ------------------------------- | --- |
| I. Mátyás Corvin Mátyás 1485. június 1. – 1490. április 6. |        |        | 1443. február 23. Kolozsvár Hunyadi János magyar kormányzó és Szilágyi Erzsébet magyar nemes hölgy fia | Podjebrád Katalin 1463. május 1. Buda Aragóniai Beatrix 1476. december 22. Székesfehérvár | 1490. április 6. Bécs 47 évesen | 44. |

### Jagelló-ház
| Uralkodói név Uralkodási ideje                    | Portré | Címere | Született Felmenői | Házastársa | Elhunyt                              |     |
| ------------------------------------------------- | ------ | ------ | --- | --- | ------------------------------------ | --- |
| II. Ulászló 1490. július 15. – 1516. március 13.  |        |        | 1456. március 1. Krakkó IV. Kázmér lengyel király és litván nagyfejedelem és Habsburg Erzsébet osztrák hercegnő, német, magyar és cseh királyi hercegnő fia | Brandenburgi Borbála 1476. augusztus 20. Odera-Frankfurt Aragóniai Beatrix 1490. október 4. Esztergom Foix–Candale-i Anna 1502. szeptember 29. Székesfehérvár | 1516. március 13. Buda 60 évesen     | 45. |
| II. Lajos 1516. március 13. – 1526. augusztus 29. |        |        | 1506. július 1. Buda II. Ulászló magyar és cseh király és Foix Anna candalei grófnő fia                                                                     | Habsburg Mária 1522. január 13. Székesfehérvár | 1526. augusztus 29. Mohács 20 évesen | 46. |

### Habsburg-ház
| Uralkodói név Uralkodási ideje                      | Portré | Címere | Született Felmenői | Házastársa                                                                                | Elhunyt                                |     |
| --------------------------------------------------- | ------ | ------ | --- | ----------------------------------------------------------------------------------------- | -------------------------------------- | --- |
| I. Ferdinánd 1526. december 17. – 1564. július 25.  |        |        | 1503. március 10. Alcalá de Henares I. „Szép” Fülöp kasztíliai király és II. „Őrült” Johanna kasztíliai királynő fia              | Jagelló Anna 1521. május 26. Linz                                                         | 1564. július 25. Bécs 61 évesen        | 47. |
| I. Miksa 1564. július 26. – 1576. október 12.       |        |        | 1527. július 31. Bécs I. Ferdinánd német-római császár, magyar és cseh király és Jagelló Anna magyar és cseh királyi hercegnő fia | Habsburg Mária 1548. szeptember 13. Valladolid                                            | 1576. október 12. Regensburg 49 évesen | 48. |
| II. Rudolf 1576. október 12. – 1608. június 25.     |        |        | 1552. július 18. Bécs I. Miksa német-római császár, magyar és cseh király és Habsburg Mária spanyol infánsnő fia                  | nem házasodott meg                                                                        | 1612. január 20. Prága 59 évesen       | 49. |
| II. Mátyás 1608. június 25. – 1619. március 20.     |        |        | 1557. február 24. Bécs I. Miksa német-római császár, magyar és cseh király és Habsburg Mária spanyol infánsnő fia                 | Habsburg–Tiroli Anna 1611. december 4. Bécs                                               | 1619. március 20. Bécs 62 évesen       | 50. |
| II. Ferdinánd 1617. június 5. – 1619. augusztus 26. |        |        | 1578. július 9. Graz II. Károly osztrák főherceg és Wittelsbach Mária Anna bajor hercegnő fia                                     | Wittelsbach Mária Anna 1600. április 23. Graz Gonzaga Eleonóra 1622. február 4. Innsbruck | 1637. február 15. Bécs 58 évesen       | 51. |

### Wittelsbach-ház
| Uralkodói név Uralkodási ideje                  | Portré | Címere | Született Felmenői                                                                                                 | Házastársa                               | Elhunyt                            |     |
| ----------------------------------------------- | ------ | ------ | --- | ---------------------------------------- | ---------------------------------- | --- |
| Frigyes 1619. augusztus 26. – 1620. november 8. |        |        | 1596. augusztus 16. Deinschwang IV. Frigyes pfalzi választófejedelem és Lujza Julianna oránia–nassaui hercegnő fia | Stuart Erzsébet 1613. február 14. London | 1632. november 29. Mainz 36 évesen | 52. |

### Habsburg-ház
| Uralkodói név Uralkodási ideje                       | Portré | Címere | Született Felmenői | Házastársa | Elhunyt                           |     |
| ---------------------------------------------------- | ------ | ------ | --- | --- | --------------------------------- | --- |
| II. Ferdinánd 1620. november 8. – 1637. február 15.  |        |        | 1578. július 9. Graz II. Károly osztrák főherceg és Wittelsbach Mária Anna bajor hercegnő fia                                                    | Wittelsbach Mária Anna 1600. április 23. Graz Gonzaga Eleonóra 1622. február 4. Innsbruck                                                            | 1637. február 15. Bécs 58 évesen  | 51. |
| III. Ferdinánd 1637. február 15. – 1657. április 2.  |        |        | 1608. július 13. Graz II. Ferdinánd német-római császár, magyar és cseh király és Wittelsbach Mária Anna bajor hercegnő fia                      | Habsburg Mária Anna 1631. február 20. Bécs Habsburg Mária Leopoldina 1648. július 2. Linz Gonzaga Eleonóra 1651. április 30. Bécsújhely              | 1657. április 2. Bécs 48 évesen   | 53. |
| I. Lipót 1657. április 2. – 1705. május 5.           |        |        | 1640. június 9. Bécs III. Ferdinánd német-római császár, magyar és cseh király és Habsburg Mária Anna spanyol és portugál infánső fia            | Habsburg Margit Terézia 1666. december 12. Bécs Habsburg Klaudia Felicitász 1673. október 15. Graz Pfalz–Neuburgi Eleonóra 1676. december 14. Passau | 1705. május 5. Bécs 64 évesen     | 54. |
| I. József 1705. május 5. – 1711. április 17.         |        |        | 1678. július 26. Bécs I. Lipót német-római császár, magyar és cseh király és Wittelsbach Eleonóra pfalz–neuburgi hercegnő fia                    | Hannoveri Vilma Amália 1699. február 24. Bécs | 1711. április 17. Bécs 32 évesen  | 55. |
| II. Károly 1711. április 17. – 1740. október 20.     |        |        | 1685. október 1. Bécs I. Lipót német-római császár, magyar és cseh király és Wittelsbach Eleonóra pfalz–neuburgi hercegnő fia                    | Welfi Erzsébet Krisztina 1708. augusztus 1. Barcelona                                                                                                | 1740. október 20. Bécs 55 évesen  | 56. |
| Mária Terézia 1740. október 20. – 1780. november 29. |        |        | 1717. május 13. Bécs II. Károly német-római császár, magyar és cseh király és Welfi Erzsébet Krisztina braunschweig–wolfenbütteli hercegnő lánya | Lotaringiai Ferenc István 1736. február 12. Bécs | 1780. november 29. Bécs 63 évesen | 57. |

### Wittelsbach-ház
| Uralkodói név Uralkodási ideje                     | Portré | Címere | Született Felmenői | Házastársa                                  | Elhunyt                            |     |
| -------------------------------------------------- | ------ | ------ | --- | ------------------------------------------- | ---------------------------------- | --- |
| Károly Albert 1741. december 19. – 1743. május 12. |        |        | 1697. augusztus 6. Brüsszel II. Miksa Emánuel bajor választófejedelem és Sobieska Terézia Kinga lengyel királyi hercegnő fia | Habsburg Mária Amália 1722. október 5. Bécs | 1745. január 20. München 47 évesen | 58. |

### Habsburg–Lotaringiai-ház
| Uralkodói név Uralkodási ideje                          | Portré | Címere | Született Felmenői | Házastársa | Elhunyt                            |     |
| ------------------------------------------------------- | ------ | ------ | --- | --- | ---------------------------------- | --- |
| II. József 1780. november 29. – 1790. február 20.       |        |        | 1741. március 13. Bécs I. Ferenc német-római császár és Mária Terézia osztrák uralkodó főhercegnő, magyar és cseh királynő fia               | Bourbon–parmai Izabella 1760. október 6. Bécs Wittelsbach Mária Jozefa 1765. január 23. Bécs | 1790. február 20. Bécs 48 évesen   | 59. |
| II. Lipót 1790. február 20. – 1792. március 1.          |        |        | 1747. május 5. Bécs I. Ferenc német-római császár és Mária Terézia osztrák uralkodó főhercegnő, magyar és cseh királynő fia                  | Bourbon Mária Ludovika 1765. augusztus 5. Innsbruck | 1792. március 1. Bécs 44 évesen    | 60. |
| I. Ferenc 1792. március 1. – 1835. március 2.           |        |        | 1768. február 12. Firenze II. Lipót német-római császár, magyar és cseh király és Bourbon Mária Ludovika spanyol infánsnő fia                | Württembergi Erzsébet 1788. január 6. Bécs Bourbon–Szicíliai Mária Terézia 1790. augusztus 19. Bécs Habsburg–Estei Mária Ludovika 1808. január 6. Bécs Wittelsbach Karolina Auguszta 1808. január 6. Bécs | 1835. március 2. Bécs 67 évesen    | 61. |
| V. Ferdinánd 1835. március 2. – 1848. december 2.       |        |        | 1793. április 19. Bécs I. Ferenc osztrák császár, magyar és cseh király és Bourbon Mária Terézia nápoly–szicíliai királyi hercegnő fia       | Savoyai Mária Anna 1831. február 27. Bécs | 1875. június 29. Prága 82 évesen   | 62. |
| I. Ferenc József 1848. december 2. – 1916. november 21. |        |        | 1830. augusztus 18. Bécs Habsburg–Lotaringiai Ferenc Károly osztrák főherceg és Wittelsbach Zsófia bajor királyi hercegnő fia                | Wittelsbach Erzsébet 1854. április 24. Bécs | 1916. november 21. Bécs 86 évesen  | 63. |
| III. Károly 1916. november 21. – 1918. november 13.     |        |        | 1887. augusztus 17. Persenbeug-Gottsdorf Habsburg–Lotaringiai Ottó Ferenc osztrák főherceg és Wettin Mária Jozefa szász királyi hercegnő fia | Bourbon–parmai Zita 1911. október 21. Schwarzau | 1922. április 1. Funchal 34 évesen | 64. |